# 渡瀨站 (群馬縣)

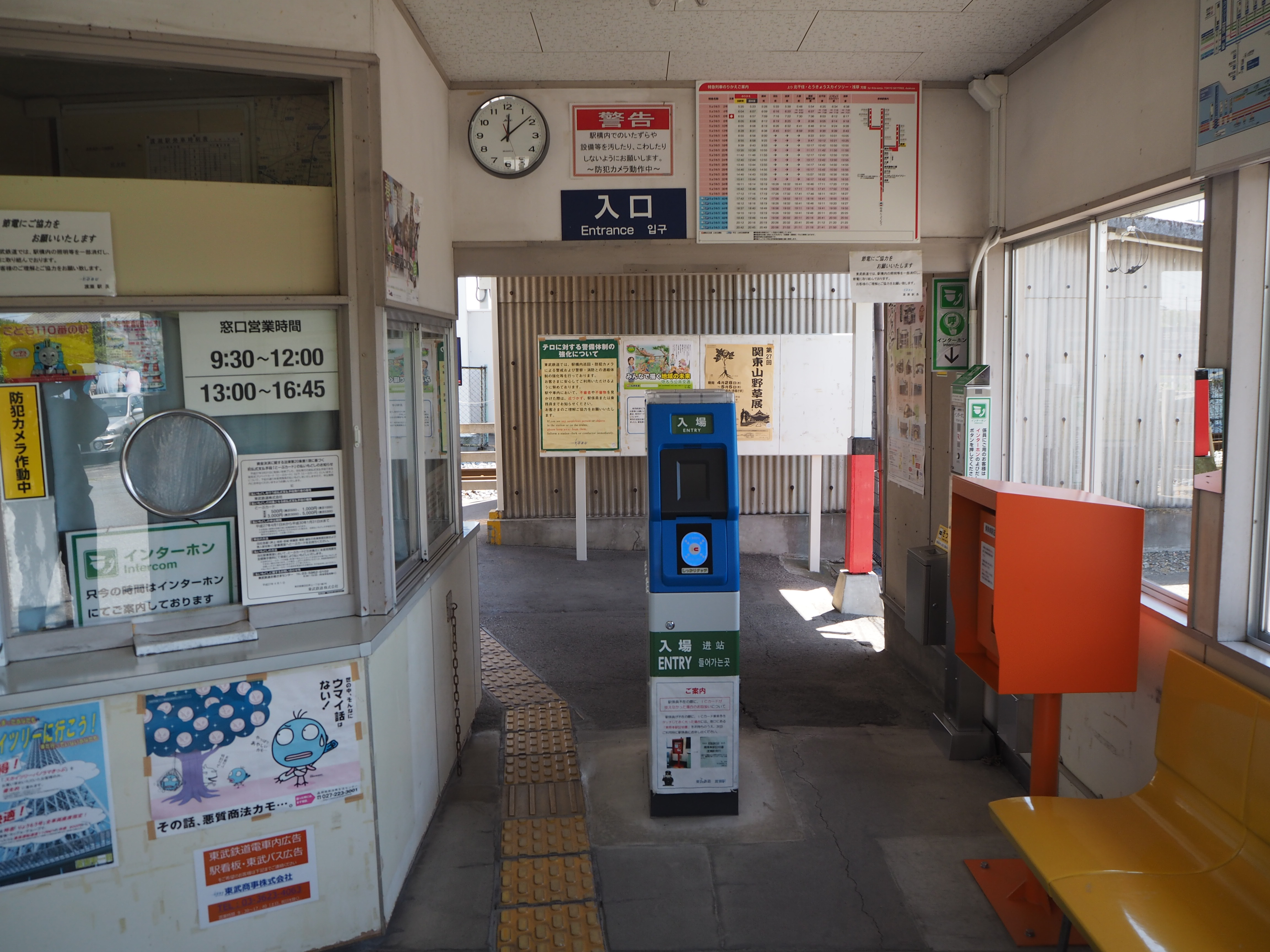
剪票口（2016年5月）

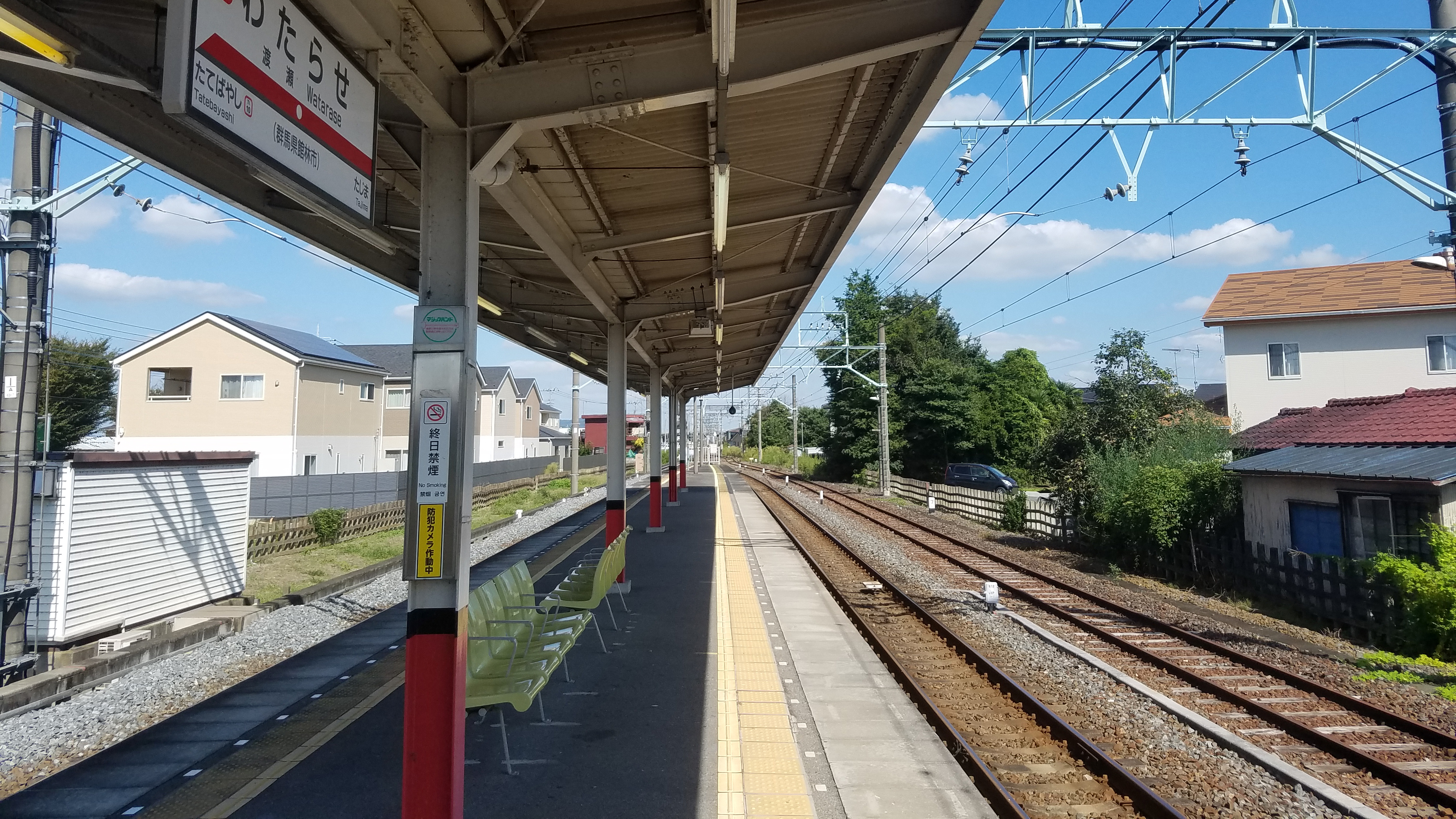
月台（2021年9月）

渡瀨站（日语：／ Watarase eki */?）是日本群馬縣館林市足次町的東武鐵道佐野線車站。車站編號TI 31。1927年（昭和2年）12月16日開業。

## 車站構造
本站為島式月台1面3線地面車站，其中1線為側線。站房在線路北側，有地下道連通月台。站內沒有自動驗票閘門，僅有PASMO對應簡易驗票機。
本站與田島站之間的北館林貨運站內設有資材管理中心北館林解體所（高田產業館林作業所），2003年（平成15年）貨物列車廢除後，解體所改劃入本站。該解體場也處理其它鐵道業者的廢棄車輛。
早晨、夜間沒有站員，在該時段乘車須在進出車站證明書發行機取得進出車站證明書，至下車站計算車資。

### 月台配置
| 月台 | 路線   | 方向 | 目的地   |
| ---- | ------ | ---- | -------- |
| 1    | 佐野線 | 下行 | 葛生方向 |
| 2    | 佐野線 | 上行 | 往館林   |

## 使用情況
2017年度1日平均上下車人次為231人。
近年1日平均上下車人次變化如下表｡
| 年度               | 1日平均上下車人次 |
| ------------------ | ----------------- |
| 2001年（平成13年） | 223               |
| 2002年（平成14年） | 227               |
| 2003年（平成15年） | 241               |
| 2004年（平成16年） | 250               |
| 2005年（平成17年） | 232               |
| 2006年（平成18年） | 243               |
| 2007年（平成19年） | 238               |
| 2008年（平成20年） | 238               |
| 2009年（平成21年） | 237               |
| 2010年（平成22年） | 220               |
| 2011年（平成23年） | 220               |
| 2012年（平成24年） | 208               |
| 2013年（平成25年） | 220               |
| 2014年（平成26年） | 241               |
| 2015年（平成27年） | 236               |
| 2016年（平成28年） | 232               |
| 2017年（平成29年） | 231               |

## 車站周邊
- 渡良瀨川
- 館林警察署（日语：館林警察署）足次駐在所
- 雲龍寺（日语：雲龍寺 (館林市)）
- 館林市立第九小學校

## 路線巴士
| 乘車處 | 系統       | 主要行經地                                   | 目的地   | 運行業者         | 備註 |
| ------ | ---------- | -------------------------------------------- | -------- | ---------------- | ---- |
|        | 渡瀨巡迴線 | 杜鵑花野團地、岡野町東、館林站前、厚生醫院前 | 館林站前 | 廣域公共路線巴士 |      |

- 最近的巴士站是渡瀨步道橋。

## 外部連結
- 渡瀨（車站資訊） - 東武鐵道